# جیساخضرآباد
جیساخضرآباد، روستایی است از توابع بخش عباس‌آباد شهرستان تنکابن در استان مازندران ایران.

## جمعیت
این روستا در دهستان کلارآباد قرار دارد و براساس سرشماری مرکز آمار ایران در سال ۱۳۸۵، جمعیت آن ۳۶۸ نفر (۱۰۴خانوار) بوده‌است. مردم جیساخضرآباد از قومیت طبری هستند مردم جیساخضرآباد به زبان طبری (مازندرانی) سخن می‌گویند.